# Astley Cross
Astley Cross – wieś w Anglii, w hrabstwie Worcestershire, w dystrykcie Wyre Forest. Leży 16 km na północ od miasta Worcester i 175 km na północny zachód od Londynu.